# Péry-La Heutte
Péry-La Heutte é uma comuna da Suíça, situada na região administrativa de Jura Bernense, no cantão de Berna. Tem 23,57 km² de área e sua população em 2018 foi estimada em 1.900 habitantes.
Foi criada em 1 de janeiro de 2015, após a fusão das antigas comunas de Péry e La Heutte.